# Сьюдад-дель-Плата
Сьюда́д-дель-Пла́та (исп. Ciudad del Plata) — город в южной части Уругвая, на востоке департамента Сан-Хосе.

## География
Расположен в 22 км к западу от столицы страны, города Монтевидео. Река Санта-Лусия протекает вдоль северной и восточной границ города, а эстуарий Ла-Плата омывает город на юге. Через Сьюдад-дель-Плата проходит уругвайское национальное шоссе № 1. Важный промышленный центр.

## История
Законодательным постановлением Nº 18.052 от 25 октября 2006 года «территория, ограниченная реками Санта-Лусия, Ла-Плата и 35 км национального шоссе № 1» получила статус города с названием Сьюдад-дель-Плата, объединив при этом населённые пункты Дельта-дель-Тигре-и-Вильяс, Плайя-Паскаль, Парке-Постель, Монте-Гранде и Санта-Моника.

## Население
Население по данным на 2011 год составляет 31 145 человек.
| Год  | Население |
| ---- | --------- |
| 1963 | 3854      |
| 1975 | 11 124    |
| 1985 | 13 512    |
| 1996 | 20 712    |
| 2004 | 26 582    |
| 2011 | 31 145    |

Источник: Instituto Nacional de Estadística de Uruguay